# Mariana Aylwin
Laura Mariana Aylwin Oyarzún (Santiago, 13 de julio de 1949) es una profesora, política y consultora chilena. Fue ministra de Educación durante el gobierno del presidente Ricardo Lagos. Desde 1994 hasta 1998 ejerció como diputada por el distrito N.° 26 correspondiente a la comuna de La Florida. Actualmente es la presidenta de la junta directiva de la Universidad Gabriela Mistral,[cita requerida] también es miembro de Amarillos por Chile.

## Biografía
Es hija del ex presidente Patricio Aylwin Azócar y de Leonor Oyarzún Ivanovic.
Realizó sus estudios secundarios en el Colegio Santa Úrsula de la capital. Estudió pedagogía en Historia, Geografía y Educación Cívica en la Universidad Católica de Chile, licenciándose en el año 1976. Posteriormente recibiría una beca del Instituto Iberoamericano de Cooperación en Madrid. Es de origen irlandés y vasco.
Inició su carrera laboral como docente en el Saint George's College de Santiago.
Está casada desde 1972 con el historiador Carlos Bascuñán. Sus hijos son Carlos, Paz (actriz), María Laura y Ana Luisa.

## Carrera política

### Inicios y diputada

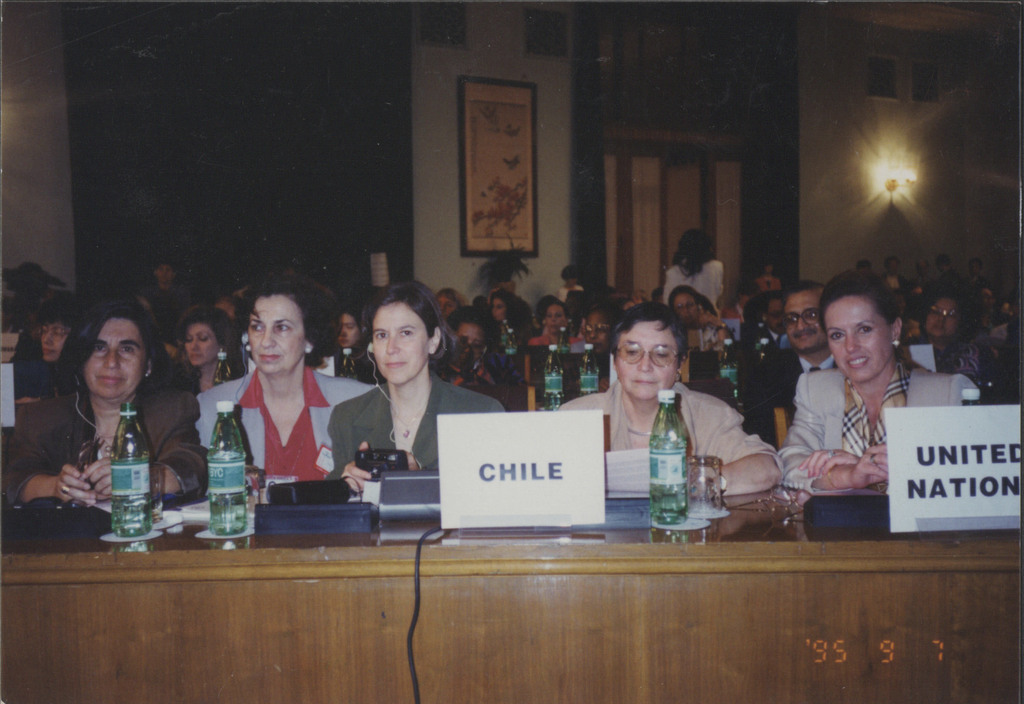
Aylwin —tercera de izquierda a derecha— junto a otras parlamentarias chilenas en Pekín, en 1995.

Ingresó a la arena política en 1987, como parte del Partido Demócrata Cristiano y de la naciente Concertación de Partidos por la Democracia, coalición que se oponía a la dictadura del general Augusto Pinochet. Durante la administración de su padre (1990-1994) se desempeñó como asesora externa de la Dirección de Estudios del Ministerio Secretaría General de la Presidencia. 
En 1993 se postuló como candidata a diputada por el Distrito N.° 26 de La Florida, obteniendo un 32,91% de los votos y el doblaje para la Concertación. Durante su paso por la Cámara integró la Comisión Permanente de Educación, Cultura, Deportes y Recreación, la de Familia y la de Salud. Postuló nuevamente en 1997, pero solo consiguió el 20,72% de las preferencias, quedando relegada a un tercer lugar.
Entre 1999 y 2000 se desempeñó como Coordinadora Nacional del Programa de Mejoramiento de la Calidad y Equidad de la Educación Media (Mece-Media) del Ministerio de Educación.

### Ministra de Educación
El 11 de marzo de 2000 asumió como ministra de Educación de Ricardo Lagos. Durante su ministerio se continuó con la aplicación de la reforma educacional, la jornada escolar completa y se intentó establecer un nuevo sistema de ingreso a las universidades, la prueba SIES.
Logró la aprobación de la Reforma Constitucional que establece doce años de escolaridad obligatoria y gratuita; la ley que establece la evaluación docente y que crea el crédito universitario con aval del Estado. Durante su mandato se concluyó la Reforma Curricular y se alcanzó casi la totalidad de los establecimientos en Jornada Escolar Completa. Asimismo, se creó el programa Liceo para todos, destinado a apoyar los aprendizajes en sectores más pobres.
Por otro lado, recuperó la administración del pase escolar por parte del Estado y creó la Oficina de Atención Ciudadana 600.MINEDUC, para tener contacto directo con los actores del sistema educativo, especialmente las familias. Dejó el cargo en el año 2003.

### Trabajo posterior y consejera regional

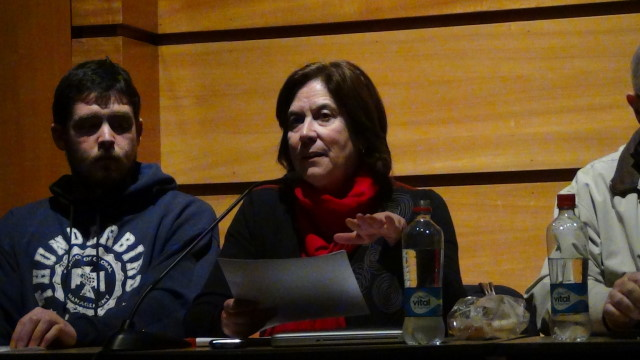
Aylwin en 2012, en un foro sobre educación.

Fue designada por la presidenta de la DC, Soledad Alvear, para liderar el Quinto Congreso Ideológico de la tienda, en julio de 2006. Su rol en dicha instancia fue criticado abiertamente por los frentes del partido y la juventud falangista.
En 2010 participó, junto a Harald Beyer, Patricia Matte, José Joaquín Brunner y Pilar Romaguera, entre otros, en el Panel de Expertos para una Educación de Calidad, convocado por el presidente Sebastián Piñera. En 2013 integró el movimiento político Fuerza Pública. Ese año fue elegida consejera regional de la Región Metropolitana de Santiago por la IV circunscripción, que comprende las comunas de Providencia, Ñuñoa, Las Condes, Vitacura, Lo Barnechea y La Reina.
Es fundadora, consejera y directora de Giro País,   y es parte del directorio de la fundación Belén Educa, del Arzobispado de Santiago y de la Fundación Oportunidad, ligada al empresario Andrónico Luksic Craig.
El 16 de noviembre de 2016, anunció su renuncia al CORE, con intención de postular al Senado o a la Cámara de Diputados en las elecciones parlamentarias del año siguiente, lo que finalmente no ocurrió. Fue reemplazada por su compañera de partido Jacqueline Saintard Vera.
El 5 de enero de 2018 se anunció su renuncia al Partido Demócrata Cristiano, junto a otros militantes miembros del sector denominado «Progresismo con Progreso». Días más tarde, anunciaron la creación de un nuevo movimiento político llamado «EnMarcha».

## Historial electoral

### Elecciones parlamentarias de 1993
- Elecciones parlamentarias de 1993, candidato a diputado por el distrito 26 (La Florida)[20]

### Elecciones parlamentarias de 1997
- Elecciones parlamentarias de 1997, candidata a diputada por el distrito 26 (La Florida)[21]

### Elecciones de consejeros regionales de 2013
- Circunscripción Santiago IV (Ñuñoa, Providencia, Las Condes, Vitacura, Lo Barnechea y La Reina)

### Elecciones de convencionales constituyentes de 2021
- Elecciones de convencionales constituyentes por el distrito 11 (Peñalolén, Las Condes, La Reina, Vitacura y Lo Barnechea), Región Metropolitana[22]